# Christian Steger (Politiker)
Christian Steger (* 31. Dezember 1872 in Hintermeilingen; † 31. Mai 1940 in Oberhausen) war ein deutscher Gewerkschafter und Politiker (Zentrum).

## Leben
Nach dem Volksschulabschluss bildete sich Steger mit eigenen Studien fort und besuchte darüber hinaus volkswirtschaftliche und soziale Kurse. Ab 1886 arbeitete er im rheinisch-westfälischen Steinkohlenbergbau als Bergmann unter Tage. Während dieser Zeit war er Mitglied der Grubenausschüsse und Vorstandsmitglied der Gruben-Unterstützungskasse auf der Zeche Hibernia in Gelsenkirchen. Gleichzeitig betätigte er sich in Christlichen Gewerkschaften. Er wurde 1906 für seine Gewerkschaftsarbeit freigestellt und übernahm dann die Funktion als Bezirksleiter des Gewerkvereins christlicher Bergarbeiter für den Bezirk Rheinland mit Sitz in Oberhausen. Außerdem wurde er Mitglied des Vorstandes der Gewerkschaft. Ab 1908 war er zudem Hauptverwaltungsbeamter der Hauptgeschäftsstelle des Gewerkvereins christlicher Bergarbeiter in Essen. Bis zu seinem Eintritt in den Ruhestand am 1. August 1932 übte er Tätigkeiten in der Gewerkschaftsbewegung aus.
Steger, der sich der Zentrumspartei angeschlossen hatte, war Stadtverordneter in Oberhausen. Er gehörte von 1919 bis 1921 der Verfassunggebenden Preußischen Landesversammlung an und wurde im Anschluss in den Preußischen Landtag gewählt, dem er bis 1933 angehörte. Von 1928 bis 1933 war er im Landtag einer der Fraktionsvorsitzenden der Zentrumspartei. Daneben war Steger Mitglied des Reichskohlenrates und des Reichskalirates sowie Aufsichtsratsmitglied der Preußischen Bergwerks- und Hütten AG, der Bergwerksgesellschaft Hibernia Herne, der Bergwerks-AG Recklinghausen und der Deutschen Kalisyndikat GmbH.

## Ehrungen
- Christian-Steger-Straße in Oberhausen